# 2012-es ETCC olasz nagydíj
A 2012-es ETCC olasz nagydíj volt a 2012-es túraautó-Európa-kupa első futama. 2012. március 11-én rendezték meg az Olaszországi Autodromo Autodromo Nazionale di Monza-n, Monzában.

## Nevezési lista
| Csapat                            | Autó                | Osztály | #  | Pilóta                  |
| --------------------------------- | ------------------- | ------- | -- | ----------------------- |
| Krenek Motorsport                 | BMW 320si           | S2000   | 2  | Petr Fulín              |
| Borusan Otomotiv Motorsport       | BMW 320si           | S2000   | 3  | Aytaç Biter             |
| Liqui Moly Team Engstler          | BMW 320si           | S2000   | 4  | Igor Skuz               |
| Rado Central KFT - RCM Motorsport | Peugeot 407         | S2000   | 5  | Tim Gábor               |
| Rikli Motorsport                  | Honda Civic FD      | S2000   | 6  | Peter Rikli             |
| Rikli Motorsport                  | Honda Accord        | S2000   | 9  | Christian Fischer       |
| XFX Unicorse                      | Alfa Romeo 156      | S2000   | 7  | Ficza Ferenc            |
| SUNRED Engineering                | SEAT León 2.0 TDI   | S2000   | 8  | Fernando Monje          |
| Scuderia Proteam Racing           | BMW 320si           | S2000   | 10 | Alessandro Vita Kouzkin |
| Pfister Racing                    | SEAT León Supercopa | SMT     | 22 | Andreas Pfister         |
| Stian Paulsen Racing Team         | SEAT León Supercopa | SMT     | 23 | Stian Paulsen           |
| PCR Sport                         | SEAT León Supercopa | SMT     | 24 | Urs Sonderegger         |
| ASK Vitro Racing                  | Honda Civic Type-R  | SuPro   | 31 | Aleksandar Toic                        |
| F Motorsport                      | BMW 320i            | SuPro   | 32 | Fabio Fabiani           |
| Nikolay Karamyshev                | Honda Civic Type-R  | SuPro   | 33 | Nikolay Karamyshev      |
| Ravenol Team SAN                  | Ford Fiesta 1.6 16V | S1600   | 42 | Ulrike Krafft           |
| Ravenol Team SAN                  | Ford Fiesta 1.6 16V | S1600   | 44 | Paulo Necchi            |
| Ravenol Team Gena                 | Ford Fiesta 1.6 16V | S1600   | 43 | Kevin Krammes           |
| ATM Racing                        | Ford Fiesta 1.6 16V | S1600   | 45 | Klaus Bingler           |
| Rennsport Team Grossmann          | Ford Fiesta ST      | S1600   | 49 | Steffen Grossmann       |
| NK Racing Team                    | Ford Fiesta ST      | S1600   | 50 | Ronny Reinsberger       |
| NK Racing Team                    | Ford Fiesta ST      | S1600   | 51 | Michael Golz            |
| Team Lux Motor                    | Ford Fiesta ST      | S1600   | 52 | Gilles Bruckner         |

| Ikon  | Osztály             |
| ----- | ------------------- |
| S2000 | Super 2000          |
| SMT   | Single-makes Trophy |
| SuPro | Super Production    |
| S1600 | Super 1600          |

## Első futam
| Poz. | #  | Pilóta             | Autó                | Géposztály | Futott kör | Idő       | Pont |
| ---- | -- | ------------------ | ------------------- | ---------- | ---------- | --------- | ---- |
| 1    | 8  | Fernando Monje     | SEAT León 2.0 TDI   | S2000      | 11         | 25:26.357 | 13   |
| 2    | 23 | Stian Paulsen      | SEAT León Supercopa | SMT        | 11         | +18.314   | 10   |
| 3    | 22 | Andreas Pfister    | SEAT León Supercopa | SMT        | 11         | +18.314   | 7    |
| 4    | 6  | Peter Rikli        | Honda Civic FD      | S2000      | 11         | +28.813   | 5    |
| 5    | 7  | Ficza Ferenc       | Alfa Romeo 156      | S2000      | 11         | +36.217   | 4    |
| 6    | 24 | Urs Sonderegger    | SEAT León Supercopa | SMT        | 11         | +54.551   | 3    |
| 7    | 3  | Aytaç Biter        | BMW 320si           | S2000      | 11         | +54.562   | 2    |
| 8    | 9  | Christian Fischer  | Honda Accord Euro R | S2000      | 11         | +1:00.979 | 1    |
| 9    | 31 | Aleksandar Toic                   | Honda Civic Type-R  | SuPro      | 11         | +1:59.902 | 0    |
| 10   | 33 | Nikolay Karamyshev | Honda Civic Type-R  | SuPro      | 11         | +2:18.579 | 0    |
| 11   | 43 | Kevin Krammes      | Ford Fiesta 1.6 16V | S1600      | 10         | +1 Kör    | 0    |
| 12   | 42 | Ulrike Krafft      | Ford Fiesta 1.6 16V | S1600      | 10         | +1 Kör    | 0    |
| 13   | 52 | Gilles Bruckner    | Ford Fiesta ST      | S1600      | 10         | +1 Kör    | 0    |
| 14   | 44 | Paulo Necchi       | Ford Fiesta 1.6 16V | S1600      | 10         | +1 Kör    | 0    |
| 15   | 45 | Klaus Bingler      | Ford Fiesta ST      | S1600      | 10         | +1 Kör    | 0    |
| 16   | 4  | Igor Skuz          | BMW 320si           | S2000      | 8          | +3 Kör    | 0    |
| 17   | 49 | Steffen Grossmann  | Ford Fiesta ST      | S1600      | 5          | Kiesett   | 0    |
| KIZ  | 2  | Petr Fulín         | BMW 320si           | S2000      | 11         | Kizárva   | 0    |

## Második futam
| Poz. | #  | Pilóta             | Autó                | Géposztály | Futott kör | Idő       | Pont |
| ---- | -- | ------------------ | ------------------- | ---------- | ---------- | --------- | ---- |
| 1    | 8  | Fernando Monje     | SEAT León 2.0 TDI   | S2000      | 9          | 18:46.087 | 10   |
| 2    | 23 | Stian Paulsen      | SEAT León Supercopa | SMT        | 9          | +9.830    | 8    |
| 3    | 22 | Andreas Pfister    | SEAT León Supercopa | SMT        | 9          | +19.139   | 6    |
| 4    | 6  | Peter Rikli        | Honda Civic FD      | S2000      | 9          | +28.289   | 5    |
| 5    | 24 | Urs Sonderegger    | SEAT León Supercopa | SMT        | 9          | +43.581   | 4    |
| 6    | 33 | Nikolay Karamyshev | Honda Civic Type-R  | SuPro      | 9          | +1:56.927 | 3    |
| 7    | 4  | Igor Skuz          | BMW 320si           | S2000      | 8          | +1 Kör    | 2    |
| 8    | 43 | Kevin Krammes      | Ford Fiesta 1.6 16V | S1600      | 8          | +1 Kör    | 1    |
| 9    | 52 | Gilles Bruckner    | Ford Fiesta ST      | S1600      | 8          | +1 Kör    | 0    |
| 10   | 44 | Paulo Necchi       | Ford Fiesta 1.6 16V | S1600      | 8          | +1 Kör    | 0    |
| 11   | 45 | Klaus Bingler      | Ford Fiesta ST      | S1600      | 8          | +1 Kör    | 0    |
| 12   | 7  | Ficza Ferenc       | Alfa Romeo 156      | S2000      | 6          | +3 Kör    | 0    |
| 13   | 9  | Christian Fischer  | Honda Accord Euro R | S2000      | 5          | Kiesett   | 0    |
| 14   | 31 | Aleksandar Toic                   | Honda Civic Type-R  | SuPro      | 4          | Kiesett   | 0    |
| 15   | 3  | Aytaç Biter        | BMW 320si           | S2000      | 3          | Kiesett   | 0    |